# 篁破幻草子
『篁破幻草子』（たかむらはげんぞうし）は、結城光流の小説。挿絵は四位広猫が担当。結城光流のデビュー作。

## 概要
平安時代初期に実在した人物、小野篁を主人公とするファンタジー小説である。2007年6月で完結。全5巻。
2巻まで角川ティーンズルビー文庫から刊行されていたが、その後角川ビーンズ文庫で1巻から改めて刊行された。2巻の後に3巻が刊行されるまで3年ほど期間があったためか、作中ではその間1年しか経っていないにもかかわらず主人公である篁などの外見が大きく変化している。
第3巻「宿命よりもなお深く」と第4巻「六道（りくどう）の辻に鬼の哭（な）く」がドラマCD化された。
また、挿絵の四位広猫の手により『螢月夜に君の名を』（あすかコミックス）と題して小説を元にしたオリジナルストーリーの漫画が描かれた。

## あらすじ
『少年陰陽師』より遡ること200年前の平安時代初期、後に「嵯峨」と諡される帝の御代。人界と冥界を行き来し悪鬼怨霊を討伐する「冥府の官吏」小野篁と北斗の宿命に結ばれた人々の、強大な闇との闘いを描く華麗なる歴史伝奇絵巻（ファンタジー）。
宮中に仕える小野篁には閻羅王に仕える「冥府の官吏」という裏の顔があり、小野家に伝わる宝刀「狭霧丸」と神弓「破軍」を携えて悪鬼怨霊を討伐する日々を送っていた。しかし、謀殺され皇家を呪う怨霊と化した井上皇后の罠に嵌まり、封印されていた禁色の深紫を纏う悪鬼・朱焰を甦らせてしまう。

## 登場人物
声の出演はドラマCD版。

### 主要人物
小野篁（おののたかむら）
声 - 谷山紀章
本作の主人公。小野妹子を祖とし、飛鳥時代から皇家に仕える名門・小野家の出自である。
幼少の頃から妖怪などが見える非常に強い「見鬼」と桁外れの異能の才の持ち主。北斗七星第七の星たる凶星「破軍（はぐん）星」の魂を持つ。
中務省の侍従であることから「小野侍従（おののじじゅう）」と呼ばれる。宮中においては愛想良く人当たりの良い笑顔で、文武両道に秀で清廉にして高潔と評判はすこぶる良い。が、それは猫を被っているためであり、口を開けば遠慮容赦のない言葉で相手をやり込めるのが彼の本性である。
冥府では他の官吏たちとは一線を画し、「閻羅王の懐刀」と呼ばれている。
与えられた仕事はまじめに手を抜かずにきっちりとこなすが、かなり面倒くさがりなので余分な雑事まで背負い込むのは絶対に嫌な性分である。一度物事を信じたら深くは追求しない、考えない面がある。
7歳の頃、自分を狙い襲ってきた妖怪に乳母の珠貴を殺され、それを悔やんだ篁は、その後陸奥に赴任する父に同行しそこで修業を積みながら5年を過ごした。都に戻り力と暇を持て余し百鬼夜行を率いて徘徊していた頃、閻羅王太子・燎琉により人界と冥界との狭間を行き来する「冥府の官吏」に任ぜられる。都で噂の「墨染の衣の鬼」の正体は小野家の家宝たる刀「狭霧丸」と自分の星宿の名を冠する神弓「破軍」を手に悪鬼怨霊を討伐する篁である。
異母妹の楓のことを非常に大切にしており、楓の前では菩薩の如く優しくなる。また、融に対して態度は酷いが、心の中では彼のことも大切に思っている。
年齢は第1巻と第2巻では数え年17歳（満16歳）、第3巻から18歳（満17歳）、完結巻で19歳（満18歳）である。
第2巻までは融より背丈は低かったが第3巻で追い越し、六尺二寸となった。篁が陸奥から帰って来た頃は、融の背が自分より高かったことでこの世の終わりの如くショックを受けたらしい。
200年後の『少年陰陽師』でも陸幹直轄の牛頭と馬頭を譲り受けて逃亡鬼を狩っている。
完結巻に収録されている「終わりなき、それは」は『少年陰陽師 動画之書　Animation Book』の巻末にある文庫未収録短編集の1つ「鬼夜来‐あるいは遭際‐」を元に篁の視点から書いたものである。
橘融（たちばなのとおる）
声 - 鳥海浩輔
奈良時代に橘諸兄を輩出した名門橘家の御曹司。今上帝の皇后である橘嘉智子は融の父の妹で叔母にあたる。
北斗七星第五の星にして、破軍を抑える性を持つ「廉貞（れんじょう）星」を魂に持つ。もともと鬼や幽霊の類は見えなかったが、篁の後をつけて冥府第一殿に行った後に見えるようになった。
「橘少将（たちばなのしょうしょう）」と呼ばれ、「右近衛府（うこんのえふ）にその人あり」と言われている。皇后である叔母・嘉智子のことは本来ならば公私共に“皇后”と呼ばねばならないのだが、嘉智子本人がよそよそしいから嫌だと言い、私的な場に限っては帝の許しにより“叔母君”と呼んでいる。
篁とは幼馴染であり親友の筈であるが、篁からは“三歩歩けば記憶や常識とやらが全部抜け落ちるお手軽な頭”などと散々なことを言われている。一癖も二癖もある篁に忍耐強く付き合えるかなり貴重な人物。真面目で武勇にも優れる好青年だがどこか天然ボケで篁の厳しいツッコミを受けがちである。
本人は気づいていないが、人間のみならず妖怪にまで好かれる体質らしく、篁はよく彼の肩や頭に乗っている雑鬼をビシバシとはたき落としていた。雑鬼に害意はなく、ただ単純に融の傍が居心地が良いので肩や頭の上で居眠りをしていただけらしい。
5歳の頃の融は引っ込み思案だったらしく、心配した両親が岑守と篁を山荘に招待したのが彼らの馴れ初めである。
皇后付の女房である橘彩乃から想いを寄せられているが、融本人は全く気が付いていない。
年齢は篁と同じく第1巻から第2巻までは17歳（満16歳）、第3巻から18歳（満17歳）、完結巻で19歳（満18歳）である。
完結巻に収録されている番外編「橘少将、鬼の「腕」と闘うの事」では人を喰らい続ける隻腕鬼を討伐しようとした篁の邪魔をしてしまう。
閻羅王太子・燎琉（えんらおうたいし・かがる）
声 - 千葉進歩
閻羅王の長男で冥府での篁の上司。人の生き死に、そして人界に関与してはならないという冥府の大綱を背負う次代の閻羅王たる王太子。閻羅王太子は死者の条理を曲げる特権を持っている。篁の霊力を見込んでスカウトし冥府の官吏とした。
外見は20代の涼しげな容貌をした青年で、父譲りの青みがかった黒髪と波ひとつない水面のような藍と黒の混ざった瞳である。
傲岸不遜の篁が苦手としている人物の一人で、篁ばかりか父王までも手玉に取るほどの強者。篁に無理やり禁鬼たちを付けた。常に篁の傍にいる雷信をわざと不毛な問答に巻き込んでいる。
冷酷と思えるほどに常に冷静沈着だが、彼が一切の感情を押し殺しているだけだと知る者は少ない。
万が一破軍が暴走した際に水際で食い止めるべく、冥界に配された北斗七星第一の星「貪狼（とんろう）星」が燎琉の星宿である。しかし貪狼でありながら冥王族でもあるがゆえに、最後の一線に至るまでは水鏡で見ていることしか出来ず、我が身のもどかしさと憤りに苛まれている。
情報を求めて疲労困憊している篁が冥府第一殿を訪れた時などに、効果てき面の緑色の仙薬をほけほけと笑いながら彼に飲ませている。その仙薬は確かに効果てき面ではあるが、非常に苦くて不味い。改良を加えるごとにその殺人的苦さは増すばかりであり、飲んだ篁が目を剥いて立ったまま気絶するほどである。
閻羅王子・陸幹（えんらおうじ・くがみ）
声 - 今井由香
閻羅王の三男であり、燎琉の弟で第3王子である。燎琉が閻羅王に即位した折には冥府禁軍の将軍の位に就くことが約束されている。
外見は13歳くらいの少年で、藍色がかった黒髪である父王や兄の燎琉とは異なり、亡き閻羅王妃譲りのくすんだ銀の髪である。だんだん次兄に姿が似てくると燎琉に言われる。篁より頭二つ分くらい低い背丈で五尺に三寸ばかり届かず。
燎琉が時々篁に渡す桃の薬酒は、陸幹が桃の精霊と仲が良いからこそ貰える物らしい。友好大使という名目で精霊界に花見に呼ばれたり、いろいろな界にひょいひょいと遊びに行く。
2巻から3巻の間に禁軍で十指から五指に入る剣技の持ち主に腕を上げた。
閻羅王（えんらおう）
声 - 大林隆介
冥府十君主の一人である冥王。俗に言う「閻魔大王」である。燎琉と陸幹、そして二男である第2王子の父。
外見年齢は40代くらい、青みがかった黒髪で涼しげな切れ長の眼をしている。凄まじく寡黙であり、融が誤解して妄想に走るほどである。
人界の小野邸に結界を張った燎琉を窘めるものの、人界ではなく篁に関与したのだと屁理屈を捏ねられ頭を抱えている。
雷信（らいしん）
声 - 野島健児
閻羅王が篁に従者として下賜した5人の禁鬼の1人であり、禁鬼の中で最年少でありながら彼らを束ねる。長大な太刀「大太刀（おおだち）」を振るい、白銀の閃光を放つ雷「雷帝」を操り闘う。
2本の角が生えており、腰よりも長い鮮やかな黄金の髪と瞳である。激昂すると全身から立ち昇る闘気が仄かな燐光を伴い、髪自体が輝きを持っているかの如く夜の闇に浮かび上がる。とある理由により顔に仮面をつけている。
金糸の細やかな縫い取り（刺繍）が施された純白の狩衣と淡い翡翠の裳を纏う。
燎琉が雷信たちを篁に強引に付けたため、常に篁の近くに控え行動を共にすることが多い。そのため篁と燎流の騒動に巻き込まれやすく、篁から“燎琉の命令をきいたら解雇だ、解雇！”と言われることもしばしばである。
万里（ばんり）
声 - 小林由美子
閻羅王が篁に下賜した禁鬼の1人。第2巻で清嵐や炯華と共に初めて登場した。
角は2本で異国の戦装束を纏う。外見は20歳くらいだが、炯華の次に年長である。気性が激しいが活発な女性で融とは仲が良い。
清嵐（せいらん）
声 - 鈴木達央
閻羅王が篁に下賜した禁鬼の1人。第2巻から登場した。
角は1本で鋼の色の短髪。野太い声と逞しい体躯で眉間に斜め一文字の傷が走る。
万里と共に行動することが多い。雷信の素性をある程度察知しているらしい。
玻凛（はりん）
閻羅王が篁に下賜した禁鬼の1人。水を操り、傷を治す力を持っている。第1巻から登場した。
角は2本で薄水色の髪。妙齢の女性で一番年上のように見えるが、炯華や万里よりも若い。
炯華（けいか）
閻羅王が篁に下賜した禁鬼の1人。炎を操る力を持っている。第2巻から登場した。
角は額に1本で髪は短く燃え上がる炎の色、利かん気の強そうな子供の姿である。
10歳にも満たないような姿で言動も見かけに準ずるが、実は禁鬼の中で最年長である。

### 関係者
神野（かみの）
声 - 三木眞一郎
後に「嵯峨」と諡される今上帝。天皇家第52代天皇。皇后は融の叔母・嘉智子である。第2巻までは33歳（満32歳）、第4巻からは34歳（満33歳）、完結巻で年が明けて35歳（満34歳）である。
作中では倭（日本）の平安を守る強力な術者・神野でもあり、齢8歳にして“祟り神”荒覇吐（あらはばき）を封じ、平安京造営時の危機を救った。井上皇后や他戸親王、そして早良親王という怨霊たちに苛まれた父帝・桓武帝のことは自業自得だと冷ややかに見ていた。
篁に難題をふっかけたりするが、第3巻では篁に請われ井上を捕らえる罠を張るため力を貸したこともある。
篁が10歳の時に素性を隠して現れ、父や妹の陰口を叩く輩を篁がやり込めた現場の一部始終を見て「気持ちはわかるが後で困るのは父親たちだ」と忠告した。後日、参内して帝だと知った篁は「こいつにはかなわない」と思い知らされたのだった。篁が陸奥から都へ戻ってきた時から周囲を騙すようになる原因となった人物である。
小野岑守（おののみねもり）
声 - 野島昭生
篁の父、そして楓の義父で陸奥守（むつのかみ）。第2巻までは41歳（満40歳）、第3巻からは42歳（満41歳）、完結巻で43歳（満42歳）である。
妻であり篁の母である園生（そのお）の死後、亡き親友・勝長の忘れ形見である楓とその母・春日を庇護した。
小野楓（おののかえで）
声 - 千葉紗子
篁の最愛の妹。楓も篁を慕っている。篁とは2歳違いの異母妹として育つが、実は濡れ衣を着せられ流罪となった岑守と有茂（融の父）の親友・勝長の忘れ形見で、篁とは血の繋がりはない。岑守たちが親友の冤罪を晴らせず、ひっそりと帰京した勝長の妻・春日を岑守が後妻という形で庇護し、妻・園生亡き後に春日との間に生を受けたことになっていた。
破軍を癒す性を持つ北斗七星第四の星「文曲（もんごく）星」の魂を持つ。
朱焰の妖気を受け、徐々に命を削られていく。
珠貴（たまき）
声 - 植原みゆき
篁の乳母であり、幼い彼の母代わりであった女性。見鬼の才を持つ。篁が7歳の時に彼を襲った妖怪から身を挺して守り絶命した。
その見鬼の才ゆえに篁の力に気づいており、様々な妖怪から彼を守っていた。
酒人内親王（さこうどのないしんのう）
声 - 加藤英美里
かつて皇后であった井上の娘。齢67歳（満66歳）。鬼に堕ちた母が出没するようになった頃から、魂が肉体を抜け出て幼い頃の姿でさ迷うようになる。
深凪姫（みなぎひめ）
声 - 又吉愛
酒人内親王の孫娘で、生まれつき言葉を持たない少女。曾祖母である井上、その娘である祖母・酒人と伊勢の斎宮を勤めた女性たちの血を引くだけあり、凄まじい霊力を秘めている。
朱焰（しゅえん）
声 - 中田譲治
凶星破軍を宿星とする悪鬼。
皇家の血筋を憎み、その血に連なる者を根絶やし国を手中に収めようと企む。だが、誰を憎み、何を奪われたのか覚えていない。
井上皇后（いのえこうごう）
声 - 黒河奈美
光仁帝の皇后。皇后になる前は伊勢の斎宮を務めた。
斎宮であった井上が常日頃から祈祷するのは自然なことだったが、それに目をつけた藤原百川に濡れ衣を着せられ、光仁帝に信じてもらえず見捨てられ毒殺された。その後怨念を抱いた鬼となる。
毒々しい美しさで、射干玉（ぬばたま）の髪を靡かせ艶やかな唐衣を幾重にも纏い、漆黒の扇を携えて死霊と妖を呼び操る「招魔の舞」を舞う。扇が生じさせた鬼火を撒き散らし周囲に火の手を上がらせ、若い男の精気を奪い都と人々に災いを齎した。
第1巻で異貌の鬼・朱焰を甦らせ数多の悪行を重ねる。
他戸親王（おさべのしんのう）
光仁帝と井上皇后の第1子にして皇太子（ひつぎのみこ）。
父の裏切りと百川の策謀により母が毒殺され、父たちの自分と母に対する仕打ちに激怒し、呪いながら毒酒をあおり母の後を追った。作中では説明のみだが、母と同じく怨霊と化した。
光仁帝（こうにんのみかど）
第49代天皇。側近である藤原百川の讒言を真に受け、井上皇后が自分を呪詛していると思い込み、井上と彼女との間に生まれた皇太子・他戸親王を幽閉の果てに死に追いやった。
太慎（たいしん）
声 - 成田剣
俗名・慎宣（ただのぶ）。陸奥にて幼少時代の篁と出会い、神弓「破軍」を与え篁に霊力の制御の仕方を教えた謎の修験者。第3巻「宿命よりもなお深く」から登場した。
珠貴のことを知っている。

### その他
橘有茂（たちばなのありしげ）
声 - 飯島肇
橘右大臣（たちばなのうだいじん）で、融の父である。今上帝の皇后・嘉智子は妹にあたる。息子の融を心配し山荘に篁親子を招待したり、我が子のために心を砕く良き父親である。融の上には2人の姉姫がいる。
兵部卿宮・将義（ひょうぶきょうのみや・まさよし）
声 - 浦田優
葛城貴仁（かつらぎのたかひと）
声 - 原一夫
鷹司守継（たかつかさのもりつぐ）
声 - 森岳志
篁傾倒三人衆（ミーハートリオ）。
本間理久（ほんまのさとひさ）
本間昭嗣（ほんまのあきつぐ）
融の部下でお互い血縁関係にある。
牛頭（ごず）
馬頭（めず）
篁の部下。陸幹直轄の配下だったが、篁が借り受けようかと思っていたのを実行に移したらしい。篁の言動に優しさや思い遣りが欲しいと燎琉に訴えたりしているが、悪鬼の逃亡を許す無能さと管理の杜撰さから却下されている。
閻羅王の次男
燎琉の上の弟、陸幹の下の兄で閻羅王の第2王子。何故か作中で影も形もないが、どうやら仕事で長期不在の様子。髪の色が陸幹と似ているらしい。
鉗鬼（かなき）
第2巻に収録されている「うばたまの闇に月鏡」に登場した雑鬼。鋏の妖で人懐こく人畜無害であり、篁が百鬼夜行を取り巻きにしていた頃からの付き合いである。悪意がないため彼が張った結界に阻まれず、平然と小野邸に入り込んでは部屋の中で昼寝をしている。篁に蹴られて追い出されても“まったなぁ〜”と陽気に退場する気のいい奴である。
津蒔（つまき）
楓付きの女房。楓の乳母子（乳母の子）であり、彼女の乳姉妹。
晋吾（しんご）
小野邸に仕える雑色（ぞうしき）。
橘嘉智子（たちばなのかちこ）
内裏・登華殿の主であり今上帝の皇后。融の父・有茂の年の離れた妹であり、融を可愛がり盛り立ててくれている。人の「橘」の宿命を背負い、“祟り神”が神野と都を呪詛した時に自身も兄も融の従姉にあたる姫君も倒れ病臥していた。
融があまりにも鈍すぎて彩乃から想いを寄せられていることに気付きそうになかったため、兄・有茂と張り切って画策し綾乃との縁談を持ち上げた。
橘彩乃（たちばなのあやの）
篁や融より1歳下で、登華殿に仕える皇后付の女房。融に想いを寄せているが、融が鈍すぎるために気付かれていない。
若狭（わかさ）
篁に懸想している女房の1人。第2巻に収録されている「うばたまの闇に月鏡」に登場する。篁を想うあまり、生霊となって融に憑依してしまう。
橘康子（たちばなのやすこ）
融の従姉姫。典侍（ないしのかみ）。温明殿に据えられた天祖・天照大御神の御霊代である神鏡「八咫鏡」を祀る賢所に出仕している。

## 関連語句
北斗七星（ほくとしちせい）
凶星「破軍」とそれを巡って人界と冥界に配される星々。地上に降りた「破軍」を鎮めるため、抑えるため、癒すため、守るため、導くため、制するために「破軍」の近くに配される。その星宿は、「破軍」がある限り変わらない。
人界には篁の「破軍星」と、「武曲星」、融の「廉貞星」、楓の「文曲星」、「禄存星」、「巨門星」が、そして冥界には燎琉の「貪狼星」が配されている。
狭霧丸（さぎりまる）
篁が携える太刀。小野家の至宝で、“たちこめる狭霧すらも一閃のもとに打ち払う”と謳われ退魔の通力を宿す神器の名剣である。
破軍（はぐん）
太慎が篁に与えた神弓。篁の宿星の名を冠し悪鬼怨霊を浄化し滅する武器である。決まった形は無く、星宿が篁に適した形だと判断し弓になったらしい。
雷帝（らいてい）
雷信が召喚する雷。槍となり鎧となり結界となって、時には雷信の全身から雷撃として放たれる。
雷の剣（いかずちのつるぎ）
雷信が振るう大太刀。挿絵には描かれていないが、冥界の建物や住人の衣装等が大陸風であることから大陸風の形態だと思われる。
神通力で闘う禁鬼たちの中で雷信だけがこの太刀を召喚し、悪鬼怨霊の討伐と朱焰たちとの死闘に臨んだ。
作中では当初は「長剣」としか書かれなかったが、第3巻から「長大な太刀」となっていた。
廉貞（れんじょう）
退魔の神剣。融の宿星の名を冠する神剣であり、第3巻で燎琉から融に与えられた。その後いつの間にか消えていたが、第4巻で再び融の元に現れた。
冥界（めいかい）
人界とは異なり日華（太陽）・月華（月）もなく星さえ瞬かぬ闇に包まれた世界。建物や、冥王族や禁鬼たちの衣装・装身具、獄卒たちの甲冑などは大陸風である。
狭間の谷底（はざまのたにぞこ）
冥府の奥底にある呪われた場所。閻羅王でさえ青ざめ口にするのを避け、獄卒は怯えて命令でなければ近づこうとしない。
重い扉で封印されているが、その扉は一度開いたら谷の内側からしか閉じることはできない。
禁鬼（きんき）
冥王直属の異形で篁へ下賜された後は従者として彼の手足となって働く。普段は隠形し姿を隠しているため、気配はすれども姿は見えない。魔を禁じ妖を封じ異形を滅ぼす、負の鬼を狩る正の鬼である。
それぞれ角を有し、耳と爪が尖っている。彼らは元は人間であるが、禁鬼となった時点で時が止まるので、その時の年齢のまま歳を取らない。最年長は炯華で次は万里、最年少は雷信である。死ねば風に還る。
悪鬼（あっき）
冥界の底の瘴気の渦から生まれる鬼。人の負の想念が形を為したものなので、人間がいる限り悪鬼は生まれ続ける。負の感情に囚われ、それ以外の感情や記憶が吹き飛び心の壊れてしまった者も悪鬼と化す。彼らは冥界の奥底で苦行を重ね、魂の穢れを洗い落とすまで転生は許されない。

## 原作タイトル
1. 『篁破幻草子 あだし野に眠るもの』
2. 『篁破幻草子 ちはやぶる神のめざめの』※（併禄：「うばたまの闇に月鏡」）
3. 『篁破幻草子 宿命よりもなお深く』
4. 『篁破幻草子 六道の辻に鬼の哭く』
5. 『篁破幻草子 めぐる時、夢幻の如く』※（併禄：「橘少将、鬼の「腕」と戦うの事」、「終わりなき、それは」）

## ドラマCD
1. 宿命よりもなお深く（FCCN-0010）
2. 六道の辻に鬼の哭く（FCCN-0022）

## コミック
『篁破幻草子　螢月夜に君の名を』
作画・四位広猫　原案：TAKAMURA Project/結城光流。